# Renium(VI)fluoride
Renium(VI)fluoride (ReF6) is een fluoride van renium. De stof komt voor als een gele vloeistof.

## Synthese
Renium(VI)fluoride kan bereid worden door een reactie van renium(VII)fluoride met metallisch renium:
{\displaystyle \mathrm {6\ ReF_{7}+Re\longrightarrow 7\ ReF_{6}} }

## Kristalstructuur
Renium(VI)fluoride neemt een octaëdrische geometrie aan, in overeenstemming met de VSEPR-theorie. Het bezit het een orthorombisch kristalstelsel en behoort tot ruimtegroep Pnma. De parameters van de eenheidscel bedragen (gemeten bij −140 °C):
- a = 941,7 pm
- b = 857,0 pm
- c = 496,5 pm

De bindingslengte Re-F bedraagt 182,3 pm.